# Rejon lwowski
Rejon lwowski (ukr. Львівський район, Lwiwśkyj rajon) – rejon w zachodniej części Ukrainy, w obwodzie lwowskim, ze stolicą we Lwowie.

## Historia
Rejon został utworzony 19 lipca 2020 roku decyzją Rady Najwyższej o przeprowadzeniu reformy administracyjno-terytorialnej Ukrainy. W jego skład weszły dotychczasowe rejony: gródecki, kamionecki (w większości), przemyślański, pustomycki, żółkiewski (w większości), miasto Lwów oraz mniejsza część rejonu żydaczowskiego.

## Podział administracyjny rejonu na hromady
- Hromada Bóbrka
- Hromada Dawidów
- Hromada Dobrosin-Magierów
- Hromada Gliniany
- Hromada Gródek
- Hromada Jaryczów Nowy
- Hromada Kamionka Bużańska
- Hromada Komarno
- Hromada Kulików
- Hromada Lubień Wielki
- Hromada Lwów
- Hromada Murowane
- Hromada Obroszyn
- Hromada Podbereźce
- Hromada Przemyślany
- Hromada Pustomyty
- Hromada Rawa Ruska
- Hromada Sokolniki
- Hromada Sołonka
- Hromada Szczerzec
- Hromada Zimna Woda
- Hromada Żółkiew
- Hromada Żółtańce